# Museo de Arte Popular del Instituto Americano de Arte
El Museo de Arte Popular del Instituto Americano de Arte es un museo ubicado en la ciudad de Cusco en Perú. Se localiza en la Avenida Sol, Galerías Turísticas número 103 en el distrito de Cuzco.

## Exposición permanente
El museo tiene tres salas de exhibición permanente: 
- La primera sala se compone de artesanía y esculturas adquiridas en el tradicional festival del Santuranticuy, La mayoría de piezas son trabajos destacados de Edilberto Mérida, Hilario Mendívil, Santiago Rojas y Antonio Olave, entre otros.[3]
- La segunda sala se compone por la fototeca de autoría de Martín Chambi sobre el Cusco antiguo (antes de 1950).
- La tercera sala es la pinacoteca que contiene cuadros de grandes pintores cusqueños generalmente indigenistas como: Francisco Olazo, Mariano Fuentes Lira, entre otros.[4]